# Open Blog
Open Blog je odprtokodni sistem za blog temelječ na spletnem programskem ogrodju CodeIgniter in izdan pod Splošnim dovoljenjem GNU (GPL).
Open Blog je plod dela slovenskega razvijalca, zato v privzeti različici zraven angleškega in španskega jezika vsebuje tudi slovenski jezik.
Glavni namen Open Blog-a je, da uporabniku ponudi preprost ampak zmogljiv vmesnik za objavo člankov.
Zadnja različica programa Open Blog je 1.2.0, izdana pa je bila 24. aprila 2009.

## Funkcije
- Prijazen uporabniški vmesnik
- Lahka namestitev - Open Blog vsebuje PHP namestitveni program, ki naredi namestitev otročje lahko
- Lahka nadgradnja - na novejšo različico lahko nadgradite s samo nekaj miškinimi kliki
- Večjezična podpora - trenutno na voljo v treh jezikih (angleščina, španščina in slovenščina)
- Podpora za predloge - s predlogami lahko izgled bloga popolnoma prilagodite lastnim željam (privzeta namestitev vsebuje 5 predlog, ostale si lahko prosto prenesete se uradne spletne strani Arhivirano 2009-02-28 na Wayback Machine.)
- Iskalnikom in uporabnikom prijazni URL naslovi
- Strani - vaš spletni dnevnik lahko vsebuje neomejeno število statičnih strani
- Povezave - na vaš spletni dnevnik lahko dodajate povezave do drugih spletnih stani
- Dinamičen stranski meni - stranski meni lahko popolnoma prilagodite vašim željam
- Viri - na voljo sta vir RSS in Atom za sporočila in komentarje
- Preveri za posodobitve - ta možnost vas bo opozorila, ko bodo na voljo nove posodobitve ali varnostni popravki
- in še veliko več

## Izdaje
- Open Blog 0.9.0 (privatna beta) - 10 oktober, 2008
- Open Blog 1.0.0 - 1. januar 2009
- Open Blog 1.1.0 - 1. marec 2009 (dnevnik sprememb Arhivirano 2009-03-07 na Wayback Machine.)
- Open Blog 1.2.0 - 24. april 2009 (dnevnik sprememb Arhivirano 2009-04-29 na Wayback Machine.)